# Kodama Kenji
Kenji Kodama (sinh ngày 9 tháng 5 năm 1976) là một cầu thủ bóng đá người Nhật Bản.

## Sự nghiệp câu lạc bộ
Kenji Kodama đã từng chơi cho JEF United Ichihara.